# Гранд-Рапідс (Вісконсин)
Гранд-Рапідс (англ. Grand Rapids) — місто (англ. town) в США, в окрузі Вуд штату Вісконсин. Населення — 7576 осіб (2020).

## Демографія
Згідно з переписом 2010 року, у місті мешкало 7646 осіб у 2978 домогосподарствах у складі 2350 родин. Було 3075 помешкань
Расовий склад населення:
| - 96,7 % — білих - 1,0 % — азіатів - 0,6 % — корінних американців - 0,4 % — чорних або афроамериканців |

До двох чи більше рас належало 0,9 %. Частка іспаномовних становила 1,3 % від усіх жителів.
За віковим діапазоном населення розподілялося таким чином: 23,2 % — особи молодші 18 років, 62,4 % — особи у віці 18—64 років, 14,4 % — особи у віці 65 років та старші. Медіана віку мешканця становила 44,8 року. На 100 осіб жіночої статі у місті припадало 103,7 чоловіків;  на 100 жінок у віці від 18 років та старших — 103,2 чоловіків також старших 18 років.
Середній дохід на одне домашнє господарство  становив 84 608 доларів США (медіана — 72 386), а середній дохід на одну сім'ю — 98 328 доларів (медіана — 85 329). Медіана доходів становила 57 002 долари для чоловіків та 42 841 долар для жінок. За межею бідності перебувало 4,6 % осіб, у тому числі 4,5 % дітей у віці до 18 років та 3,6 % осіб у віці 65 років та старших.
Цивільне працевлаштоване населення становило 4151 особа. Основні галузі зайнятості: виробництво — 31,5 %, освіта, охорона здоров'я та соціальна допомога — 18,2 %, роздрібна торгівля — 10,1 %, фінанси, страхування та нерухомість — 7,2 %.